# CERN httpd
CERN httpd (впоследствии известный также как httpd W3C) — исторически первый веб-сервер. Разрабатывался в CERN начиная с 1990 года.
Версия 0.1 была выпущена в июне 1991 года. Развитие CERN httpd впоследствии перешло к W3C. Последняя версия программы 3.0A вышла 15 июля 1996 года. В настоящее время больше не развивается.
Разработка программы осуществлялась на компьютере NeXT под управлением операционной системы NeXTSTEP. В дальнейшем была портирована на другие Unix-подобные операционные системы и OpenVMS. Она также может быть настроена на работу в качестве веб-прокси сервера.